# András Alföldi
András Ede Zsigmond Alföldi, född 27 augusti 1895 i Pomáz, död 12 februari 1981 i Princeton, var en ungersk historiker.
Alföldi var i sin forskning främst inriktad mot romersk kejsartid men även mot romersk förhistoria. Han var professor i Budapest, Bern och Basel, samt från 1956 vid Institute of Advanced Study vid Princeton University.